# Thiirane

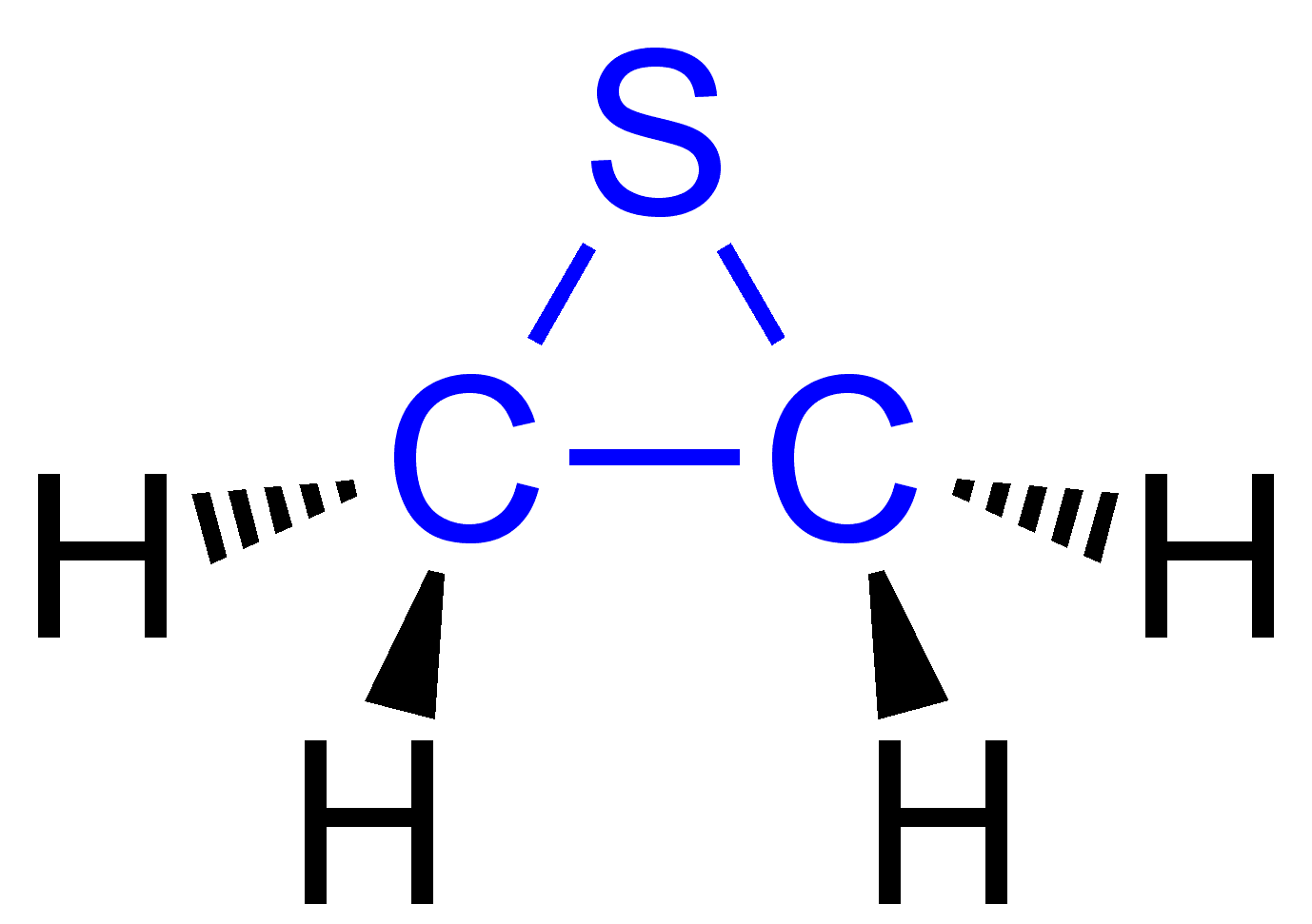
Thiiran, der einfachste Vertreter der Stoffgruppe der Thiirane. Die Thiiran-Gruppe ist blau markiert.

Thiirane (auch Episulfide) sind eine Stoffgruppe in der organischen Chemie, sie werden auch Episulfide genannt. Der einfachste Vertreter ist das  Ethylensulfid (Thiiran), eine cyclische Verbindung mit einem Dreiring, bestehend aus zwei Kohlenstoffatomen und einem Schwefelatom. Thiirane zählen zur Stoffgruppe der Heterocyclen und sind die Schwefelanaloga der Oxirane (Epoxide). Zur Stoffgruppe der Thiirane zählen neben der Grundsubstanz Thiiran zahlreiche Derivate, die sich vom Grundkörper durch Ersatz eines oder mehrerer Wasserstoffatome durch Organyl-Reste (Alkyl-Reste, Aryl-Reste; Alkylaryl-Reste etc.) ableiten.

## Herstellung
Thiirane erhält man durch Einwirkung von Kaliumthiocyanat auf Oxirane.

## Eigenschaften
Wie viele andere Organoschwefel-Verbindungen haben Thiirane einen unangenehmen Geruch, besonders die Vertreter mit niedriger molarer Masse. Der Thiiran-Ring wird durch Nucleophile leicht aufgespalten.

## Verwendung
Thiirane werden als Arzneistoffe, Insektizide, Fungizide sowie als Zusätze zu synthetischen Polymeren eingesetzt. 